# Mariazell
Mariazell – miasto w Austrii, w kraju związkowym Styria, w powiecie Bruck-Mürzzuschlag, Do 31 grudnia 2012 należało do powiatu Bruck an der Mur. Leży na północ od miasta Kapfenberg. Liczy 3886 mieszkańców (1 stycznia 2017). Ośrodek sportów zimowych, jeden z ważniejszych ośrodków pielgrzymowania Austrii.
Od roku 1157 przez benedyktyńskie opactwo św. Lamberta na tym terenie prowadzone było osadnictwo klasztorne. W roku 2007 miasto świętowało 850-lecie lokalizacji. Sanktuarium znajdujące się tutaj jest jednym z najsłynniejszych ośrodków kultu maryjnego w Europie Środkowej. Papież Jan Paweł II odwiedził tutejszą bazylikę Narodzenia NMP (Mariä Geburt) 13 września 1983 r., natomiast Benedykt XVI 8 września 2007 roku.

## Współpraca
Miejscowości partnerskie:
- Altötting, Niemcy
- Częstochowa, Polska
- Einsiedeln, Szwajcaria
- Fatima, Portugalia
- Loreto, Włochy
- Lourdes, Francja